# Maar

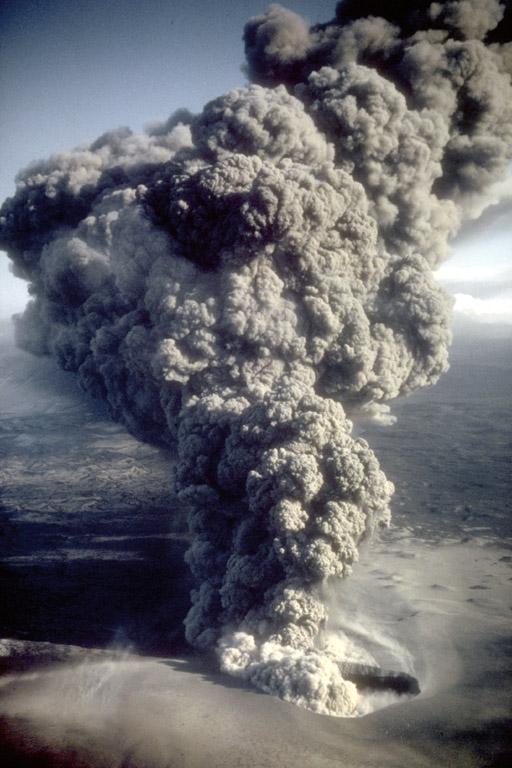
Az Ukinrek Maar vulkán freatomagmás kitörése (1977. április 6., 17:00)

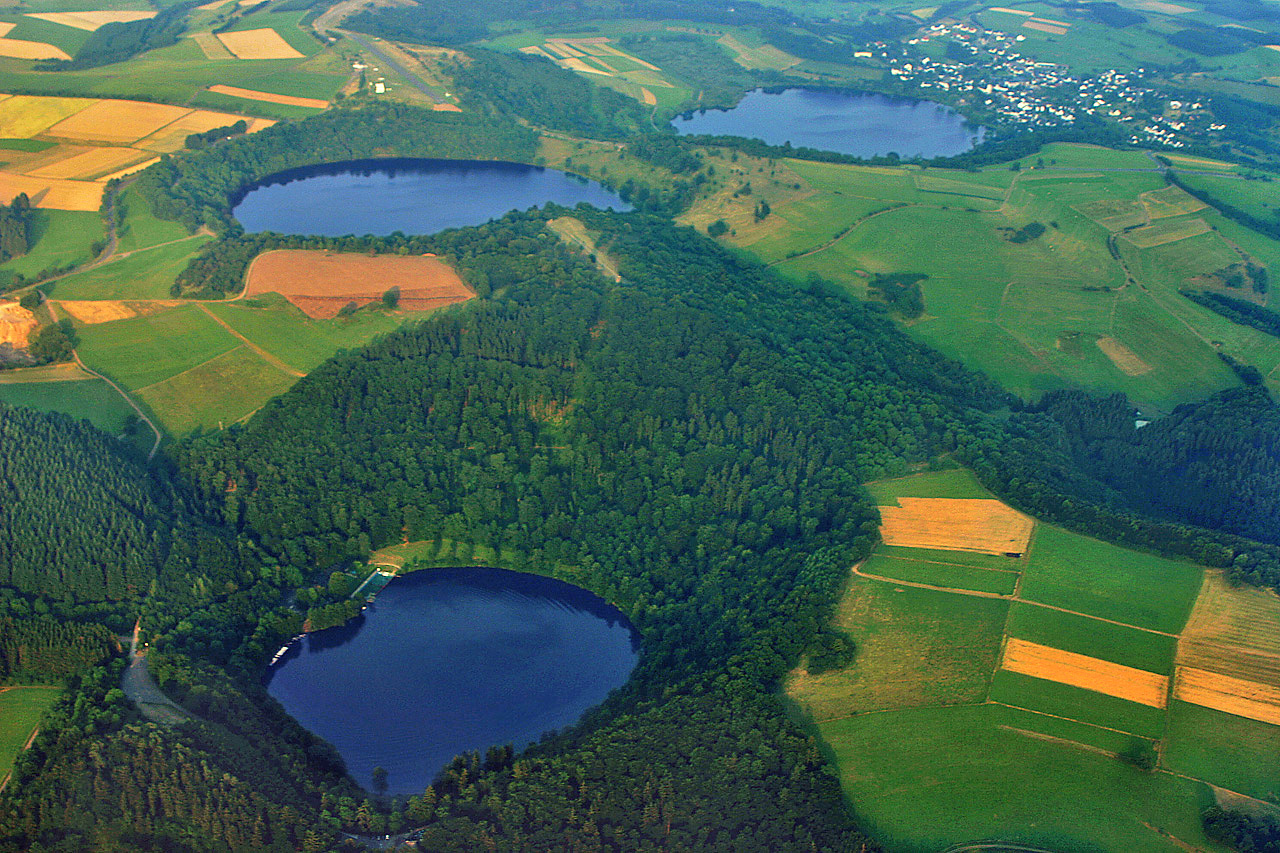
Három maar-tó az Eifel-hegységben: Gemündener maar, Weinfelder maar,
Schalkenmehrener maar

Maar-vulkánoknak az egyetlen, nagy robbanással kialakuló vulkánok egy karakteres csoportját nevezik. Nevük egy rajnai német dialektusból ered, (Meer németül tenger) végső forrása a latin mare szó és a közepüket rendszerint feltöltő tavak tengerszem jellegére utal.

## Jellemzői
A maarokat létrehozó kitörések többnyire freatomagmatikusak, azaz a magma és a kürtőbe ömlő víz kölcsönhatása okozza őket. Közös jellemzőjük, hogy az egyszeri gőz-gáz kitörés széles, de sekély vulkáni krátert alakít ki, amit általában a felaprózott és kidobott kőzetanyag gyűrűje vesz körül. Ebben a sáncban többnyire viszonylag kevés a tufa: anyagának többsége a vulkán felvezető csatornájából és kürtőjéből kirobbantott kőzetek kaotikus egyvelege. A maar vulkánok rendszerint nem termelnek lávát, vagy csak igen keveset, ezért környékükön a lávafolyások és a kőzettelérek is igen ritkák.
A törmelékgyűrű többnyire már eredetileg is alacsony, lejtői laposak. Mivel a laza anyagot a víz gyorsan elhordja, a maarból gyakran csak a központi kráter marad meg, ezért e vulkánok a felszínen többnyire negatív formaként (mélyedésként) jelennek meg. A mélyedést többnyire víz tölti fel; így keletkezik a maar-tó (magas hegyekben: tengerszem). Ezek átmérője ritkán több néhány száz méternél, de viszonylag mélyek. Az Eifel-hegység legnagyobb maar-tava, a Laacher See felszíne 3,3 km².

## Ismertebb maar-vulkánok
- Alaszka:
  - Viti-maar
  - Ukinrek maar
- Antillák:
  - Mont Pelée
- Arizona:
  - Hopi Buttes
- Eifel-hegység:
  - Gemündener maar
  - Meeresfelder maar
  - Pulver maar
  - Laacher See
  - Weinfelder maar
  - Meeresfelder maar
  - Schalkenmehrener maar
- Francia-középhegység (Auvergne környéke)
- Fülöp-szigetek, Luzon
  - Taal
- Izland:
  - Surtsey
- Kanári-szigetek:
  - La Palma
  - Tenerife
- Mexikó
  - El Elegante
- Szunda-szigetek:
  - Krakatau
- Tirrén-tenger vidéke:
  - Vulcano
- Új-Zéland
  - Aucklandi vulkáni mező

## Maar-vulkánok a Kárpát-medencében
- Bakony–Balaton-felvidék:
  - Tihanyi-félsziget
  - Kereki-hegy
  - Szigliget, Várhegy
- Erdély:
  - Szent Anna-tó

## Külső hivatkozások
- A Viti-maar Alaszkában (fénykép)